# クック諸島の国旗

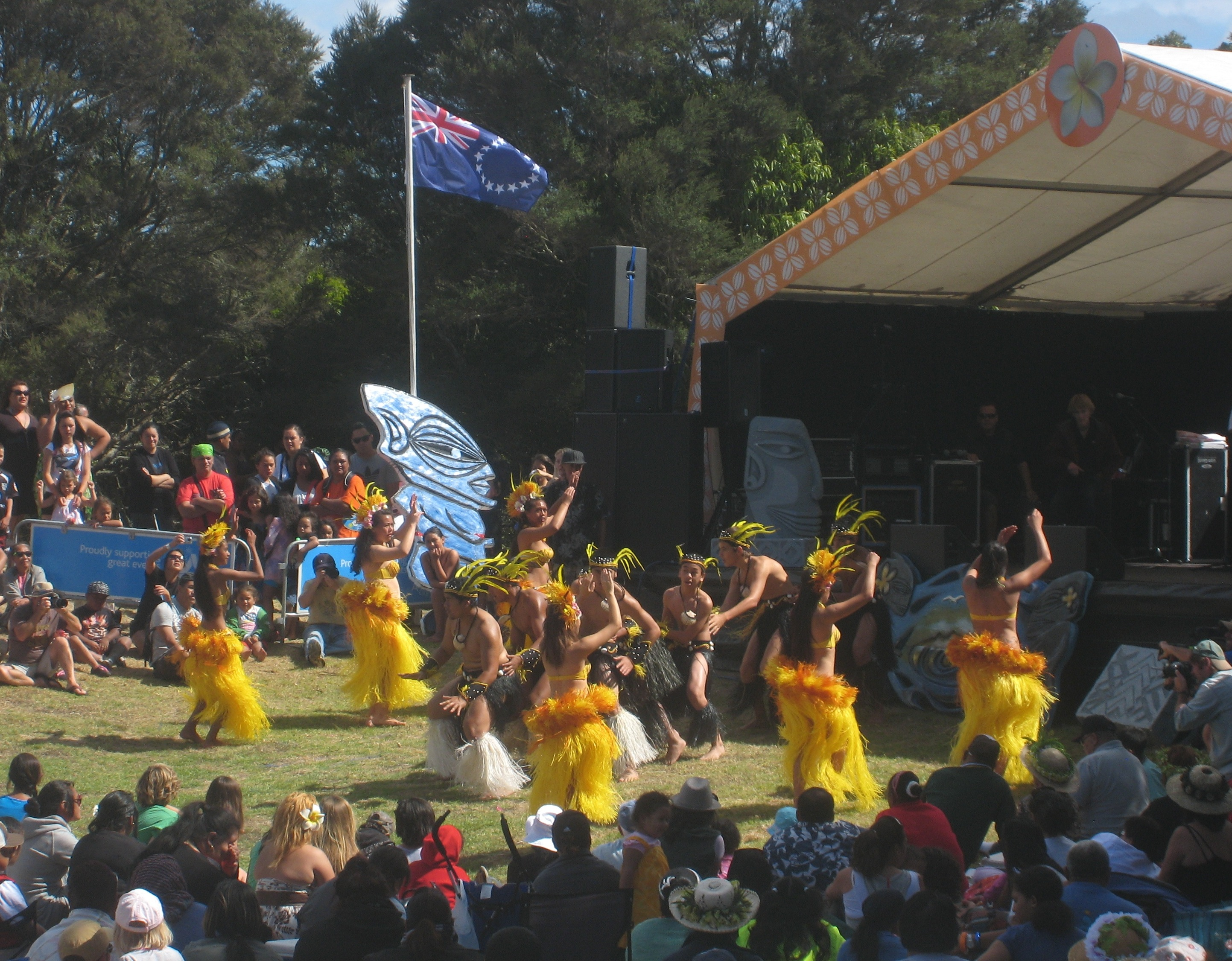
2010年のパシフィカフェスティバルで翻るクック諸島の国旗

クック諸島の国旗（クックしょとうのこっき）は、ニュージーランドと自由連合関係にある国クック諸島の国旗。デザインは太平洋地域における元イギリス植民地では伝統的なもの。左上にユニオン・フラッグを持つブルー・エンサインであり、右側には15個の星の輪がある。ユニオン・フラッグはイギリスとの伝統的な関係を象徴し、星はクック諸島を構成する15の島を表している。青い地の色は大洋を表す。

クック諸島の国王代表の旗?
?現在の国旗（縦横比2:3の別タイプ）

## 歴史的な旗

### 歴代の旗

?1858年から1888年まで使われていた旗
?1888年から1893年まで使われていた旗
?1893年から1901年まで使われていた旗
?1901年から1902年まで使われていた旗
?1902年から1973年まで使われていた旗
?1973年から1979年まで使われていた国旗
?1973年まで使われていた国旗

### 提案された旗

?1973年に提案された旗